# St. Walburga (Mitteleschenbach)

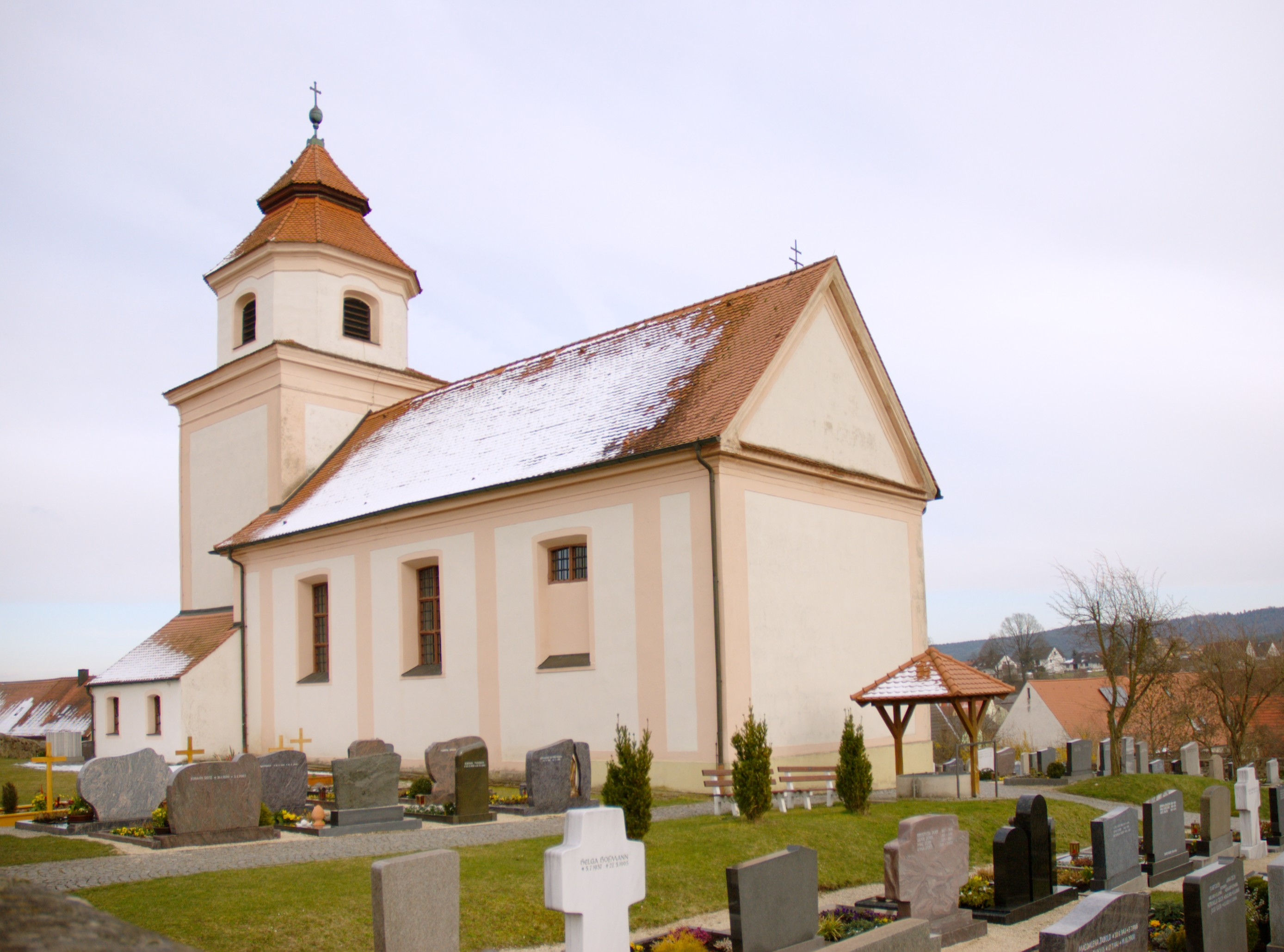
St. Walburga, Nordseite

St. Walburga ist eine nach der heiligen Walburga benannte römisch-katholische Kirche in Mitteleschenbach. Sie gehört zur Kirchengemeinde St. Nikolaus (Mitteleschenbach) im Dekanat Herrieden des Bistums Eichstätt.

## Geschichte
St. Walburga wurde um 1400 im Auftrag von Konrad und Ottilie von Rechenberg als Friedhofskirche erbaut und im Jahr 1400 von dem Weihbischof Seyfried von Eichstätt konsekriert. Bis zur Reformationszeit gab es jährlich eine Prozession zur Gottesruhkapelle St. Stephan in Windsbach, die im Volksmund auch Michaelskirche genannt wurde. Die Pfarrei Windsbach wiederum hat sich verpflichtet, der Pfarrei Mitteleschenbach jährlich auf ewige Zeiten ein Pfund Wachs zu geben, wie aus einem Salbucheintrag von 1509 hervorgeht. Dass nun eine der beiden Kirchen eine Filiale der anderen war, ist eher unwahrscheinlich. Am 30. April 1450 brannten Nürnberger Söldner das Gotteshaus nieder. 1509 wurde eine Frühmesse gestiftet, die allerdings nicht lange beibehalten wurde. Im April 1633 wurde die Kirche während des Dreißigjährigen Krieges durch schwedische Truppen erneut zerstört.
1722 wurde das Schiff der Kirche nach den Plänen von Gabriel de Gabrieli durch die Baumeister Dominikus und Johann Joseph Salle vergrößert und der Turm erhöht. Das Innere wurde einfach gestaltet. Der Umbau kostete 625 fl. 1882, 1961/64 und 1982 erfolgten Renovierungsarbeiten an der Kirche. 1998 wurde ein alter Kreuzweg aus der zweiten Hälfte des 19. Jahrhunderts gefunden, der im Jahr 2001 restauriert wurde.

## Baubeschreibung
St. Walburga ist eine Chorturmkirche. Der Chorturm im Osten hat einen quadratischen Grundriss. Sie hat an der Südseite ein Stichbogenfenster, an der Nordseite schließt sich die Sakristei an, die an der Ostseite ein Portal hat und an der Nordseite zwei kleine Stichbogenfenster. Im ersten Geschoss hat der Turm ein Stichbogenfenster an der Südseite. Das Glockengeschoss hat einen kleineren oktogonalen Grundriss. In diesem hängen zwei Glocken. Zur Nord-, Süd-, Ost- und Westseite hat es Stichbogenschallöffnungen. Der Turm wird durch einen Mansardenhelm abgeschlossen. Der Saalbau im Westen hat drei Achsen mit Stichbogenfenstern an der Nord- und Südseite und schließt mit einem Satteldach ab. An der Südseite befindet sich ein Stichbogenportal und ein Kruzifix. Die Kirche ist von einem Friedhof umgeben, der 1906 erweitert werden musste.
Der einschiffige Saal schließt mit einer stuckverzierten Decke flach ab. Eine Holzkanzel ist an der Südseite angebracht, eine Orgelempore ist an der Westseite eingezogen. An der Ostseite ist der Saal durch ein Stichbogenportal mit dem Chor verbunden, links und rechts davon gibt es jeweils einen Nebenaltar. Der Hochaltar im Chor ist ein viersäuliger Bau mit einer Statue der Gottesmutter.
Im Kirchenschiff befinden sich zwei spätgotische Statuen des hl. Laurentius und hl. Stephanus, die 1480/90 gefertigt wurden.